# Cher Ami
Cher Ami ("Benvolgut amic", en francès) fou un colom missatger mascle cedit a la United States Army Signal Corps per columbòfils britànics per tal d'utilitzar-lo a França durant la Primera Guerra Mundial. És famós per lliurar un missatge d'un batalló envoltat malgrat les ferides greus durant l'ofensiva de Meuse-Argonne a l'octubre de 1918.